# Regeringen Ponta I
Regeringen Ponta I var Rumäniens regering mellan 7 maj 2012 och 21 december 2012. Regeringen var en koalitionsregering bestående av Socialliberala unionen där Socialdemokratiska partiet, Nationalliberala partiet och Konservativa partiet ingick samt Nationella unionen för Rumäniens utveckling. Regeringschef var premiärminister Victor Ponta.
Regeringen föll i december 2012 och ersattes då av regeringen Ponta II.

## Ministrar
| Bild | Titel                                                    | Namn                 | Parti | Parti     | Tillträdde                     | Avgick          |
| ---- | -------------------------------------------------------- | -------------------- | ----- | --------- | ------------------------------ | --------------- |
|      | Premiärminister                                          | Victor Ponta         |       | PSD       | 7 maj 2012                     | 4 november 2015 |
|      | Vice premiärminister, finansminister                     | Florin Georgescu     |       | Oberoende |                                |                 |
|      | Utrikesminister                                          | Andrei Marga         |       | PNL       | 7 maj 2012                     | 6 augusti 2012  |
|      | Utrikesminister                                          | Titus Corlățean      |       | PSD       | 6 augusti 2012                 |                 |
|      | Jordbruksminister                                        | Daniel Constantin    |       | PC        | 7 maj 2012                     |                 |
|      | Ekonomiminister                                          | Daniel Chițoiu       |       | PNL       | 7 maj 2012                     |                 |
|      | Inrikesminister                                          | Mircea Dușa          |       | PSD       | 7 maj 2012                     |                 |
|      | Försvarsminister                                         | Corneliu Dobrițoiu   |       | PNL       | 7 maj 2012                     |                 |
|      | Justitieminister                                         | Titus Corlățean      |       | PSD       | 7 maj 2012                     | 6 augusti 2012  |
|      | Justitieminister                                         | Victor Ponta         |       | PSD       | 6 augusti 2012 (tillförordnad) | 23 augusti 2012 |
|      | Justitieminister                                         | Mona Pivniceru       |       | Oberoende | 23 augusti 2012                |                 |
|      | Arbetsmarknads-, familje- och socialminister             | Mariana Câmpeanu     |       | PNL       | 7 maj 2012                     |                 |
|      | Utbildnings-, innovations-, ungdoms- och idrottsminister | Ioan Mang            |       | PSD       | 7 maj 2012                     | 15 maj 2012     |
|      | Utbildnings-, innovations-, ungdoms- och idrottsminister | Liviu Pop            |       | Oberoende | 15 maj (tillförordnad)         | 2 juli 2012     |
|      | Utbildnings-, innovations-, ungdoms- och idrottsminister | Ecaterina Andronescu |       | PSD       | 2 juli 2012                    |                 |
|      | Transport- och infrastrukturminister                     | Ovidiu Silaghi       |       | PNL       | 7 maj 2012                     |                 |
|      | Hälsominister                                            | Vasile Cepoi         |       | oberoende | 7 maj 2012                     | 1 oktober 2012  |
|      | Hälsominister                                            | Raed Arafat          |       | oberoende | 1 oktober 2012 (tillförordnad) | 2 oktober 2012  |
|      | Hälsominister                                            | Victor Ponta         |       | PSD       | 3 oktober 2012 (tillförordnad) | 6 oktober 2012  |
|      | Hälsominister                                            | Raed Arafat          |       | oberoende | 7 november 2012                |                 |
|      | Minister för regional utveckling och turism              | Eduard Hellvig       |       | PNL       | 7 maj 2012                     |                 |
|      | Miljö- och skogsminister                                 | Rovana Plumb         |       | PSD       | 7 maj 2012                     |                 |
|      | Kultur- och världsarvsminister                           | Mircea Diaconu       |       | PNL       | 7 maj 2012                     | 29 juni 2012    |
|      | Kultur- och världsarvsminister                           | Puiu Hașotti         |       | PNL       | 29 juni 2012                   |                 |
|      | Kommunikationsminister                                   | Dan Nica             |       | PSD       | 7 maj 2012                     |                 |
|      | Europaminister                                           | Leonard Orban        |       | Oberoende | 20 september 2011              |                 |